# Дов-Бер Фрідман
Реб Беріш Леовер, або реб Беріню Леовер (Дов-Бер Фрідман з Леово; нар. 1822, Ружин, Сквирський повіт, Київська губернія, Російська імперія — пом. 1877, Садгора, Буковина, Австро-Угорщина) — хасидський цадик із Ружинської династії, який збунтувався проти її звичаїв.

## Біографія
Дов-Бер Фрідман, більш відомий як реб Беріш (Беріню) Леовер, народився в 1822 році в містечку Ружин Київської губернії, третій син засновника Ружинської династії — «Ружинського Цадика» реб Ісрул Фрідмана, правнука «Межерицького Проповідника» Дов-Бера (ідиш: Межирічер Магід; 1710–1772). Після арешту батька в 1838 році, разом з матір'ю, братами та сестрами оселився в Кишиневі Бессарабської області. Згодом звідти через Ясси родина перебралася до передмістя Чернівців Садгору на лівому березі Прута (тепер у межах міста Чернівці), де його батько заснував свій новий хасидський двір — Садагурську династію, що славилася своєю розкішшю та пишністю. Реб Бериню, однак, як і колись усі його брати, залишив рідну домівку з метою заснування власної династії та оселився в прикордонному бессарабському містечку Леово (тепер Леова — райцентр Леовського району Молдови), в ті роки ще під юрисдикцією Молдавського князівства.
Тривалий час він користувався неабияким авторитетом і саме тоді отримав зменшувально-пестливі прізвиська Беріш та Беріню Леовер (тобто «з Леово»). Однак до початку 1860-х років у Садгору (де двором керував уже його старший брат реб Аврум-Янків Фрідман) почали надходити повідомлення про «дивні» заяви реб Беріша, про віддалення його від дружини, безперервне усамітнення і фактичне невиконання рабинських обов'язків. Чи були ці повідомлення обґрунтованими, чи лише покликані пояснити подальші події, достеменно невідомо, проте незабаром реб Беріню вже відкрито збунтувався проти звичаїв батьківської династії. Серед іншого він публічно критикував розкіш і надмірність Садагурського двору, де його брат на той час збудував величезну резиденцію, користувався срібним посудом і утримував численну прислугу. Після відкритої критики реб Беріню був змушений виїхати до Садгори, де його оглянули лікарі, визнали душевнохворим і ув'язнили під замок.
Справа тим часом набула несподіваного розголосу і була використана чернівецькими маскілім (прихильниками єврейської просвіти) у своїх власних антиклерикальних цілях. Відомий літератор Мойше Горнштейн описав увесь епізод і офіційно звернувся до статського радника, який після розгляду справи зобов'язав Садагурського цадика реб Аврум-Янкова звільнити брата. Реб Беріш перебрався до Чернівців, але через хасидський бойкот зміг знайти притулок лише у власного адвоката д-ра Лейба Рейтмана (Єгуда-Лейб Рейтман).
За реб Беріню заступився глава Цанзької династії (нині містечко Новий Сонч в Галичині) знаменитий реб Хаїм Цанзер (Халберштам, 1793–1876), якому також були не до вподоби надмірності Садагурської резиденції. І хоча сам реб Беріню врешті-решт розкаявся у скоєному, помирився з братом і 1869 року повернувся до Садгори, розкол між Цанзькою і Садагурською династіями тривав ще сім років аж до самої смерті реб Гаїм Гальберштама і на радість буковинським маскілім. Цьому присвячена була анонімна німецька п'єса «Рабин із Садагури» і безліч уїдливих сатиричних пісень мандрівного бадхена Велвла Збаржера (1826—1883). Цей самий сюжет обігравали неодноразово і в сучасній єврейській літературі наступних десятиліть (див., наприклад, драму в 4-х актах Янкев-Міхл Давидзона (1885—1941) «Дер Леовер Ребе» — Леовський Ребе, Чикаго, 1934). Реб Беріш Леовер же помер при дворі свого брата в Садгорі 1876 року.

## Реб Беріш у контексті Ружинської династії
Батько: Ісрул Фрідман з Ружина (реб Ісрул Ріжинер; 1797, Погребище Київської губернії — 1850, Садгора), засновник Ружинської та Садагурської династій
Сини :
- Шулем-Йосеф (1813, Ботошані, Молдавське князівство, тепер центр Ботошанського повіту Румунії — 1851, Садгора), помер невдовзі після смерті батька
- Аврум-Янкев (реб Авреймеле; 1820, Ружин — 1883, Садгора), глава Садагурської династії після смерті батька (їдиш: дер Садігерер Ребе)
- Дов-Бер із Леово (1822—1876)
- Менахем-Нухім (реб Нухемл; 1823, Ружин — 1869, Штефанешти, Молдова, тепер у Ботошанському повіті Румунії), засновник Штефанештської династії (їдиш: дер Штефанештер Ребе)
- Дувід-Мойше (реб Дудале; 1827, Ружин — 1904, Чортків), засновник Чортківської династії
- Мордхе-Файвіш-Шраге (реб Мотале; 1834, Ружин — 1894, Гусятин), засновник Гусятинської династії

Дочки (від старшої до молодшої):
- Хає-Малке — одружена з засновником Сквирської династії Іцхаком Тверським
- Гітл — одружена з Йосефом Моносзоном з Бердичева (їхні сини були рабинами в Озерному та Бродах)
- Мір'ям — одружена з засновником Вижницької династії Менахем-Мендл Хагером (Цемах-Цадік)
- Леє — одружена з Дувидом Галперном з Бердичева (їх син реб Шулем Галперн став засновником Васлуйської династії в румунській Молдові)